# Nathan Sharon
Nathan Sharon (noviembre de 1925 - 17 de junio de 2011) fue un bioquímico Israelí.

## Biografía
Sharon nació en 1925 en Brest-Litovsk, antes Polonia, ahora Bielorrusia. Emigró al Mandato Británico de Palestina con su familia en 1934 y se instaló Tel-Aviv. Simultáneamente con sus estudios de instituto, se unió al programa Gadna militar juvenil en 1941, y después de su graduación de la escuela, en 1943, se integró al Palmach, sirviendo ahí hasta 1945. 
Durante la Guerra de Israel de Independencia, Sharon sirvió en el Cuerpo de Ciencia de Israel la Defensa, logrando el rango de teniente coronel, y trabajó sobre el desarrollo de lanzallamas de gas. 
Sharon estudió la química en la Universidad hebrea de Jerusalén. En 1950, terminó la carrera y, en 1953, le concedieron un doctorado.
En 1954, se unió la facultad del Departamento para la Biofísica en el Instituto de Weizmann de Ciencia, encabezada por el profesor Ephraim Katzir, donde se hizo profesor en 1968. En 1974, era el jefe designado del departamento, una posición que sostuvo sin regularidad hasta su retiro en 1990. También sirvió como el decano de la Facultad de Química y Física y era un profesor de visita en las universidades de Harvard, Oxford y Berkley. Era también un miembro del senado de la Universidad Abierta de Israel y un miembro del consejo de la universidad académica de Tel-Aviv-Yaffo. Sirvió como el redactor " del Mundo de Ciencia " difusión Israel Radio, fue redactor del diario " Mada " (Ciencia) y la ciencia y el redactor de tecnología del periódico Haaretz.
Él era la figura más destacada en la investigación de los carbohidratos y glicoproteínas durante más de cincuenta años. Escribió varios trabajos seminales sobre lectinas y glicoconjugados, incluyendo el descubrimiento de lectinas, sus interacciones con hidratos de carbono, y su empleo subsecuente en la investigación de laboratorio y el diagnóstico. 
En 1992, fue elegido por la Academia de Ciencias y Humanidad de Israel. 
Murió el 17 de junio de 2011 a la edad de 85 años[cita requerida].

## Premios y reconocimientos
Sharon recibió numerosos grados honoris causa y premios incluyendo: 
En 1987, le concedieron el Premio de Weizmann para Ciencias. 
En 1987, él recibió un doctorado honorario de la Universidad de París.
En 1994, le concedieron Israel el Premio en la bioquímica[cita requerida]

## Familia
Se casó con Rachel Itzikson en 1948 y tuvo dos hijas.
Era el sobrino de Pinchas Sapir, el exministro de Finanzas y el hermano de Shmuel Shtrikman.

## Trabajos
- Lectins, coescrito con Halina Lis (Kluwer Academic Publishers, 2003 (2.ª edición)).